# Castanheira de Pera
Castanheira de Pêra là một huyện thuộc tỉnh Leiria, Bồ Đào Nha. Huyện này có diện tích 67 km², dân số thời điểm năm 2001 là 3733 người.